# Ireneusz (Pop)
Ireneusz, imię świeckie Ionel Pop (ur. 2 lipca 1953 w Băseşti) – duchowny Rumuńskiego Kościoła Prawosławnego, od 2011 arcybiskup Alba Iulii. 

## Życiorys
Święcenia prezbiteratu przyjął w 1980. Chirotonię biskupią otrzymał 21 listopada 1990. W latach 1990–2011 pełnił urząd wikariusza archieparchii Vadu, Feleacu i Klużu, z tytułem biskupa bystrzyckiego. W czerwcu 2016 r. był członkiem delegacji Patriarchatu Rumuńskiego na Święty i Wielki Sobór Kościoła Prawosławnego.